# 桂福丸
桂 福丸（かつら ふくまる、1978年4月29日 - ）は兵庫県神戸市東灘区出身の落語家。本名：中野 正夫。出囃子は『銀のぴらぴら』。

## 来歴・人物
小学生の時にテレビ番組『枝雀寄席』（朝日放送）で落語と出会った。5年生から大手塾に通い始め、灘中学校・高等学校卒業。自宅から灘校まで歩いて約5分の近さだった。硬式テニス部に所属し、中3の時に団体戦で全国大会に出場しベスト16まで進出。高校時代に阪神・淡路大震災に見舞われ、家族は無事だったが自宅が半壊し、近くの中学校の校庭にテントを張り避難生活を余儀なくされた。
文化祭や体育祭をきっかけに舞台に立つことに興味が湧き、大学には進まず舞台に立つ仕事をしたいと考えていたが、両親から説得され京都大学法学部に進学。舞台の活動をしたいという思いは変わらず、就職活動はしなかった。2001年に卒業後、バイトで生計を立てながら吉本総合芸能学院 (NSC) に入学するも「漫才」になじめず1年で中退。
外国人パフォーマーの下で英語の即興演劇などを学び始め、その外国人から勧められ英語落語と出会った。桂枝雀と共に英語落語を創始した山本正昭が代表を務める英会話学校に通い、山本主催の英語落語の公演に出演する機会を得て、アメリカのテネシー州のフリースクール、ペンシルベニア州の公立小学校で公演を行った。
その後、桂福團治と知り合いだったバイト先の支配人の計らいで、2007年2月に28歳で福團治に入門。芸名の名付け親は藤本義一。入門からわずか1か月で高座（2007年3月9日アプラホール高石）に上がり、「桃太郎」を演じた。
また、高校の先輩を通じて音楽プロデューサーの高嶋弘之（バイオリニスト高嶋ちさ子の父）と知り合った縁で、2013年から落語とクラシックがコラボレーションした「寄席CLASSICS」を開催している。
2021年3月から、新型コロナウイルス禍で学校行事の中止が相次ぐ中で子ども達に落語を楽しんで欲しいと考え「子どもだけ寄席」を始めた。落語の他に曲芸やマジックも交えて（2025年7月現在も）開催している。
好きな噺家として、師匠の他に、三代目桂文我、十代目金原亭馬生、三代目春風亭柳好を挙げている。

## 出演

### テレビ
- ゆうどきネットワーク 関西発（2014年2月21日、NHK総合テレビ） - 「上方落語紀行」というロケ企画にて、同番組キャスターの比留木剛史（当時NHK大阪放送局アナウンサー）と落語作家のくまざわあかねが天満天神繁昌亭を訪れた際、上方落語独自の所作を福丸が実演した。
- ケーブルテレビベイコム「チームベイコム」内「福丸がゆく」にレギュラー出演中。
- パネルクイズ アタック25「個性派タレント大会」（2021年2月14日、ABCテレビ）- トップ賞獲得。

### ラジオ
- 茶屋町MBS劇場（2015年2月14日、MBSラジオ） - トークコーナー「茶屋町柏木亭」に、森乃石松と共に出演。
- 日曜落語 〜なみはや亭〜（2020年3月8日、朝日放送ラジオ） - スタジオゲスト

### ウェブテレビ
- 第二回ABEMA寄席（2020年5月24日、ABEMA）[7]

## 広告
- マクドナルド（2020年、アルバイト募集広告）…藤森由香、後藤拓実（四千頭身）らと共演。

## 書籍
- 怒られ力 新社会人は打たれてナンボ!（明治書院、2014年4月24日）

## 受賞
- 2017年 文化庁芸術祭新人賞[8]
- 2018年 花形演芸大賞銀賞
- 2023年 第18回繁昌亭奨励賞[9]